# Tour della nazionale maschile di rugby a 15 della Scozia 2003
Tra le due edizioni del 1999 e del 2003 della coppa del mondo di rugby, la nazionale scozzese di "Rugby Union" si è recata più volte in tour oltremare.
Nel 2003, sin vista della Coppa del Mondo di rugby 2003 si reca in Sudafrica, dove subisce due sconfitte di misura, mostrando notevoli progressi.
| Durban 7 giugno 2003 | Sudafrica | 29 – 25 | Scozia | Kings Park |

| Johannesburg 14 giugno 2003 | Sudafrica | 28 – 19 | Scozia | Ellis Park |